# たちかぜ (護衛艦)
たちかぜ（ローマ字：JDS Tachikaze, DDG-168）は、海上自衛隊の護衛艦。たちかぜ型護衛艦の1番艦。艦名は「太刀振る風」に由来し、この名を受け継ぐ日本の艦艇としては旧海軍の峯風型駆逐艦「太刀風」に続き2代目である。

## 艦歴
「たちかぜ」は、第3次防衛力整備計画に基づく昭和46年度計画3,800トン護衛艦2308号艦として、三菱重工業長崎造船所で1973年6月19日に起工され、1974年12月17日に進水、1976年3月26日に就役し、第2護衛隊群に直轄艦として編入され佐世保に配備された。
1976年5月10日、佐世保基地において出港前のエンジンテスト中に立神第7岸壁に激突、艦首部約2メートルが岸壁に食い込んで損傷し、この時艦首付近にいた乗員2名が軽傷を負った。同年8月10日から12月13日の間、ターター装置装備認定試験（SQT）のため、米国ロングビーチに派遣。
1980年11月1日から12月17日まで、護衛艦「きくづき」、「もちづき」、P-2J 8機とともにハワイ派遣訓練に参加。
なおこの年、就役時に未装備であった対空レーダー（OPS-11）が装備された。
1982年に環太平洋合同演習（RIMPAC）に参加。その後1986年、1992年、1996年にも参加した。
1983年3月30日、第2護衛隊群隷下に第62護衛隊が新編され同日付で就役した「さわかぜ」とともに編入された。同年6月28日から8月16日の間、護衛艦「くらま」、「あさかぜ」とともにハワイ派遣訓練に参加。
1993年3月25日、第4護衛隊群第1護衛隊に編入され、定係港が横須賀に転籍。
1995年3月16日、第4護衛隊群隷下に第64護衛隊が新編され「あさかぜ」とともに編入。
1998年3月20日、護衛艦「むらくも」の後を受けて護衛艦隊第4代旗艦となる。
石川島播磨重工業東京工場において52番砲塔を撤去し、その跡に司令部設備を新設するなどの旗艦への所要の改造が施され、7月10日に引き渡された。
2004年10月27日、たちかぜの1等海士（当時21歳）が立会川駅（京浜急行電鉄）で飛び込み自殺した。
2007年1月15日、除籍。除籍までの就航距離は567,395.4海里であった。
2009年6月5日～8日にかけて八丈島南東海域で行われた実弾訓練により、複数の艦船と航空機の艦型標的（実艦的）となり撃沈処分された。

### 歴代艦長
| 代 | 氏名       | 在任期間               | 出身校・期 | 前職                                           | 後職                              | 備考                 |
| -- | ---------- | ---------------------- | ---------- | ---------------------------------------------- | --------------------------------- | -------------------- |
| 01 | 島田和利   | 1976.3.26 - 1977.1.16  | 海兵74期   | たちかぜ艤装員長                               | 東京業務隊付                      | 1等海佐              |
| 02 | 藤本正夫   | 1977.1.17 - 1979.4.1   | 海兵77期   | たかつき艦長                                   | 呉地方総監部付                    | 1等海佐              |
| 03 | 城 泰男    | 1979.4.2 - 1981.1.19   | 7期幹候    | つがる艦長                                     | 第2海上訓練指導隊付               | 1等海佐              |
| 04 | 内田耕太郎 | 1981.1.20 - 1982.6.1   | 防大4期    | 海上自衛隊幹部学校付                           | 海上幕僚監部防衛部付              | 1等海佐              |
| 05 | 中村英昭   | 1982.6.2 - 1983.12.19  | 防大5期    | あきづき艦長                                   | くらま艦長                        | 1983.1.1 1等海佐昇任 |
| 06 | 山下陽一郎 | 1983.12.20 - 1985.8.20 | 防大5期    | 第1海上訓練指導隊船務科長                      | 戦術訓練装置運用隊                |                      |
| 07 | 山口壮一郎 | 1985.8.21 - 1987.7.31  | 防大5期    | プログラム業務隊付                             | 防衛医科大学校学生課長            | 1987.1.1 1等海佐昇任 |
| 08 | 海老洋王   | 1987.8.1 - 1989.12.14  |            | 海上自衛隊第1術科学校教官 兼研究部員           | 呉基地業務隊補充部付              |                      |
| 09 | 土手義孝   | 1989.12.15 - 1991.6.30 | 防大8期    | 横須賀地方総監部管理部 援護業務課長            | とわだ艦長                        |                      |
| 10 | 西本政弘   | 1991.7.1 - 1993.6.30   | 防大13期   | 東京業務隊付                                   | 第42護衛隊司令                    | 1等海佐              |
| 11 | 山下公正   | 1993.7.1 - 1994.8.29   | 防大11期   | 佐世保地方総監部管理部人事課長                 | くらま艦長                        |                      |
| 12 | 八木場紀元 | 1994.8.30 - 1996.8.19  | 防大14期   | 運用開発隊開発第1科長兼第2科長                 | ひえい艦長                        |                      |
| 13 | 竹中勝義   | 1996.8.20 - 1997.12.7  | 防大16期   | 大湊地方総監部管理部人事課長                   | きりしま艦長                      | 1等海佐              |
| 14 | 西田利雄   | 1997.12.8 - 1999.3.28  | 防大16期   | ゆうぎり艦長                                   | ときわ艦長                        | 1998.7.1 1等海佐昇任 |
| 15 | 亀井尚三   | 1999.3.29 - 2000.6.29  | 防大20期   | 海上幕僚監部監理部 総務課能率管理班長          | 海上自衛隊第1術科学校 教育第2部長 | 1等海佐              |
| 16 | 天川勝昭   | 2000.6.30 - 2001.7.31  |            | 海上幕僚監部人事教育部 教育課学校班長          | 自衛艦隊司令部監理主任幕僚        | 1等海佐              |
| 17 | 佐藤正志   | 2001.8.1 - 2002.9.19   | 防大22期   | 海上自衛隊幹部候補生学校主任教官               | しらね艦長                        |                      |
| 18 | 小野寺功   | 2002.9.20 - 2004.3.31  | 防大22期   | まつゆき艦長                                   | システム通信隊群司令部幕僚        | 1等海佐              |
| 19 | 落 修司    | 2004.4.1 - 2005.9.29   | 防大25期   | 海上自衛隊幹部候補生学校 第1学生隊長兼学校教官 | 第2護衛隊群司令部幕僚             | 2005.1.1 1等海佐昇任 |
| 20 | 向窪敏朗   | 2005.9.30 - 2007.1.15  | 防大22期   | 横須賀地方総監部管理部人事課長                 | 呉海上訓練指導隊司令              |                      |

## ギャラリー

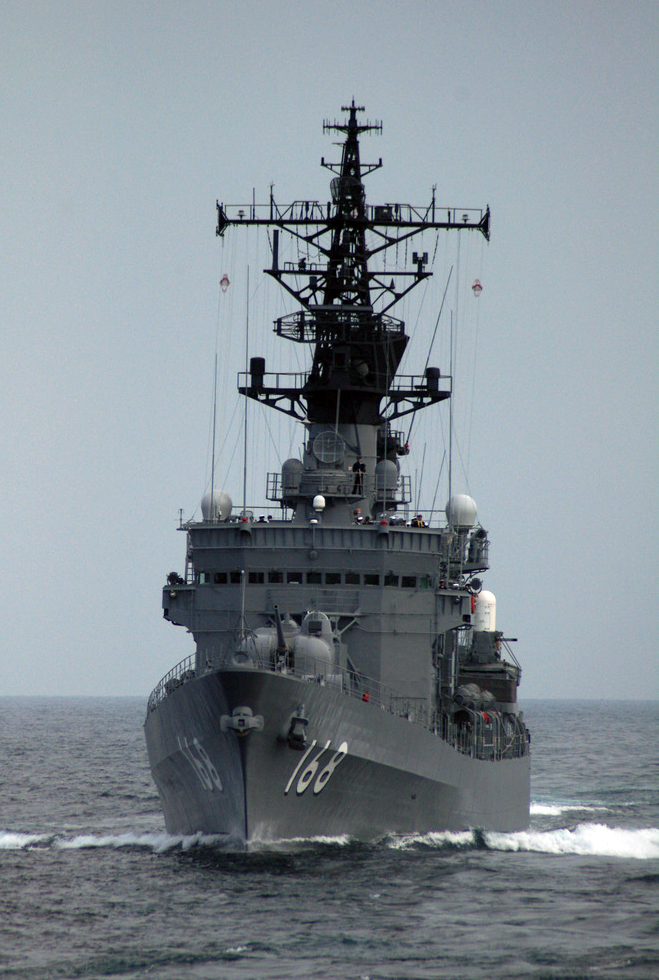
観艦式にて（2006年）
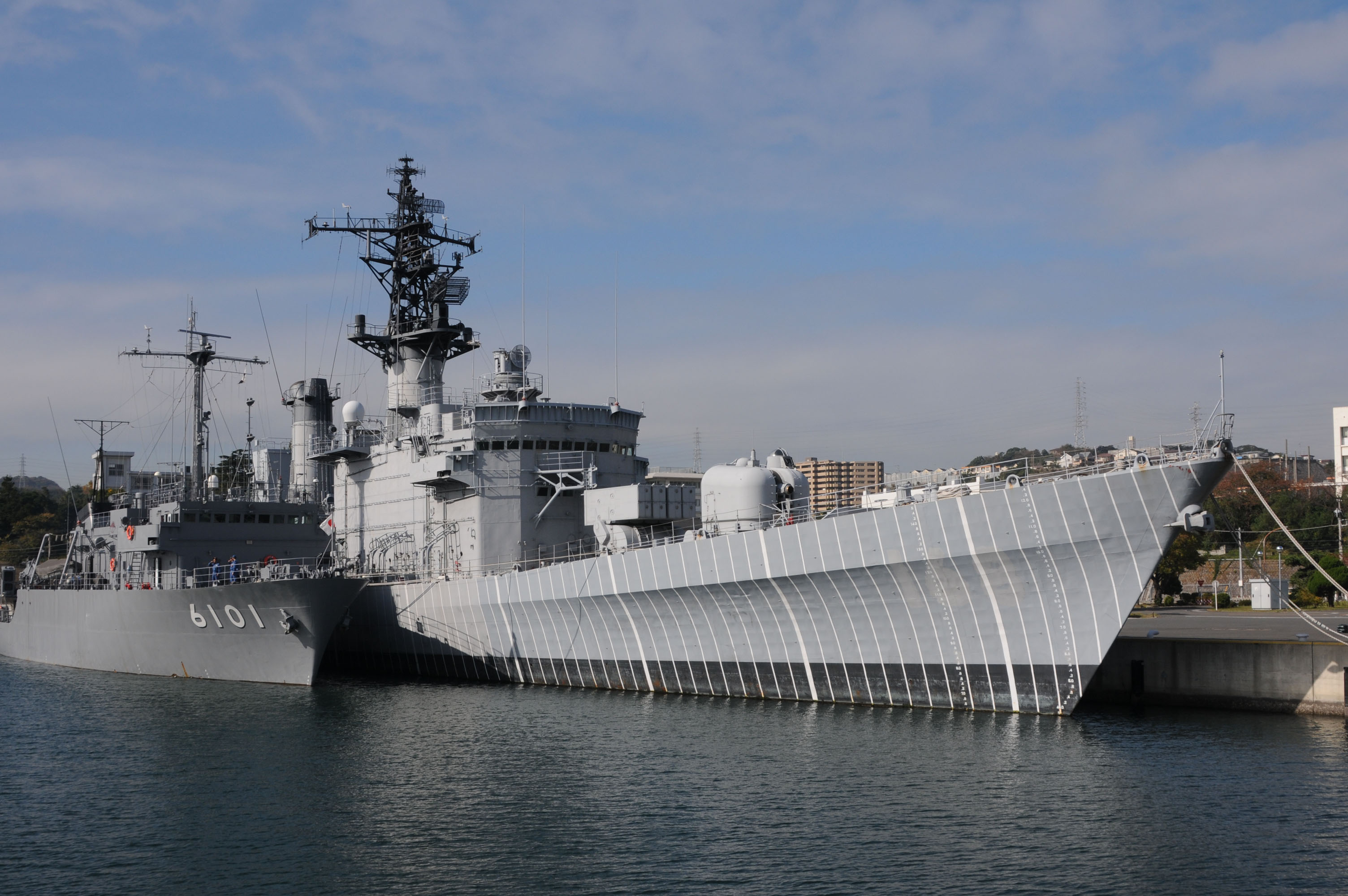
除籍後（2008年）
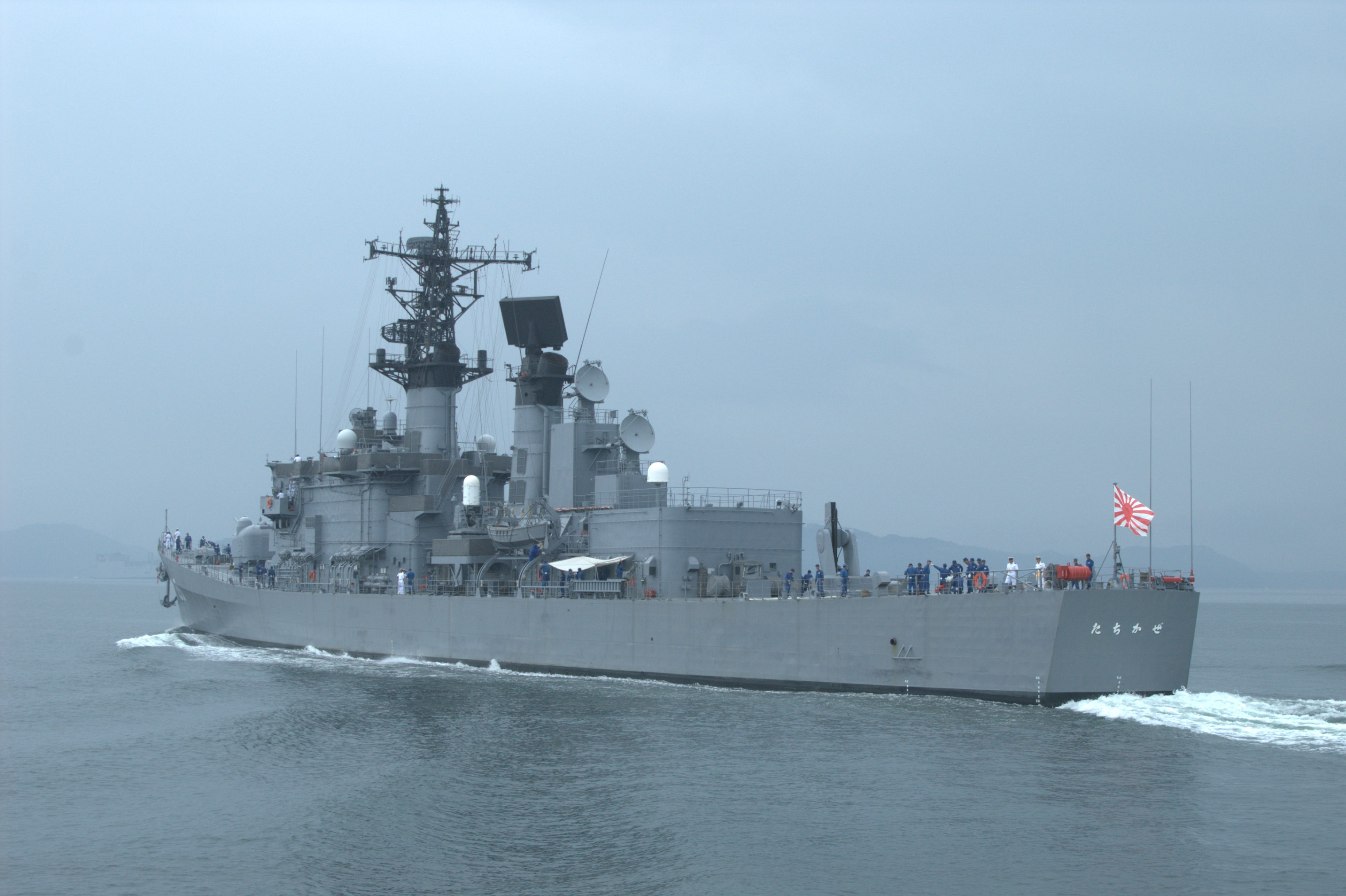
佐世保港入港中
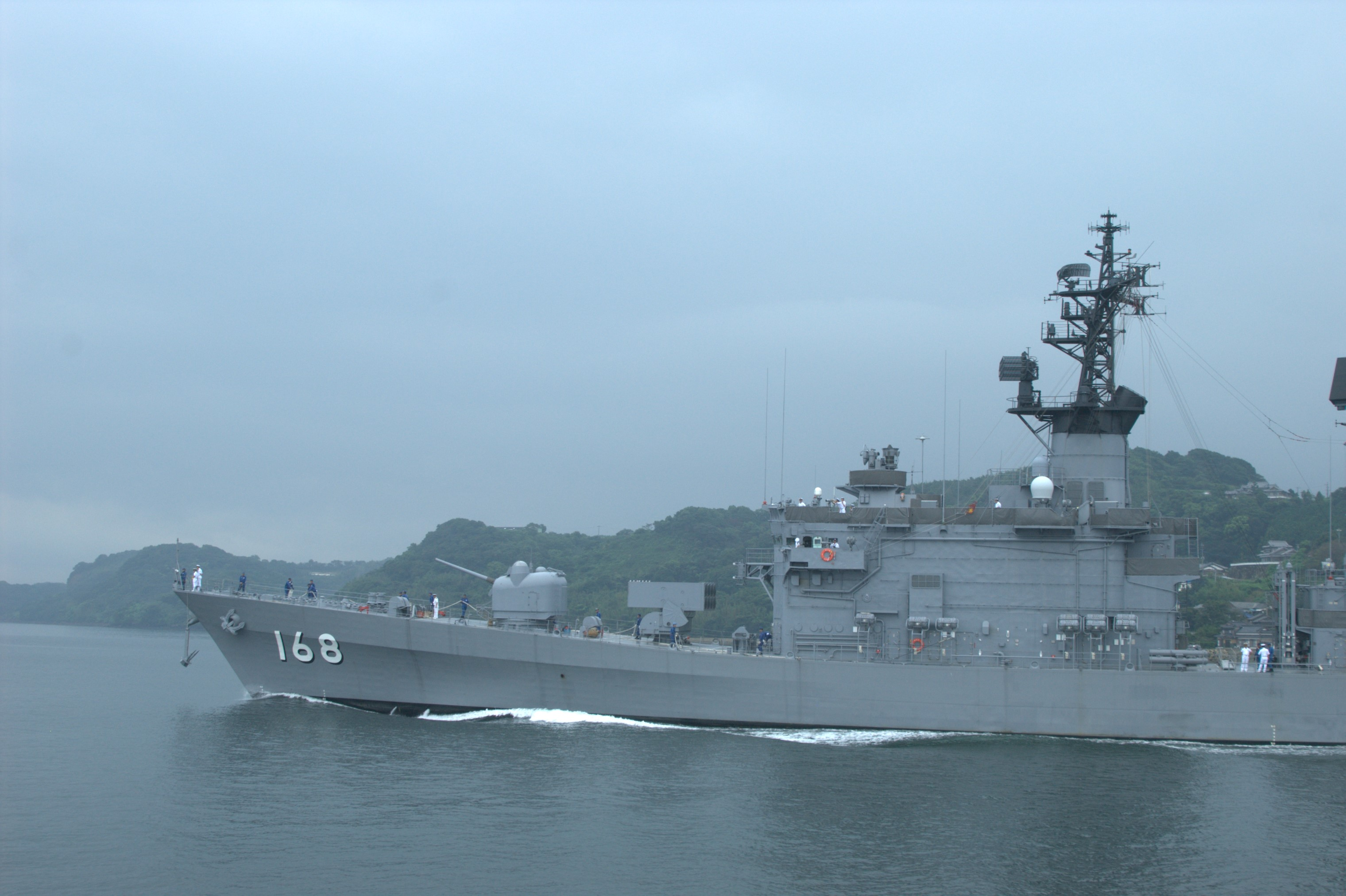
佐世保港入港中
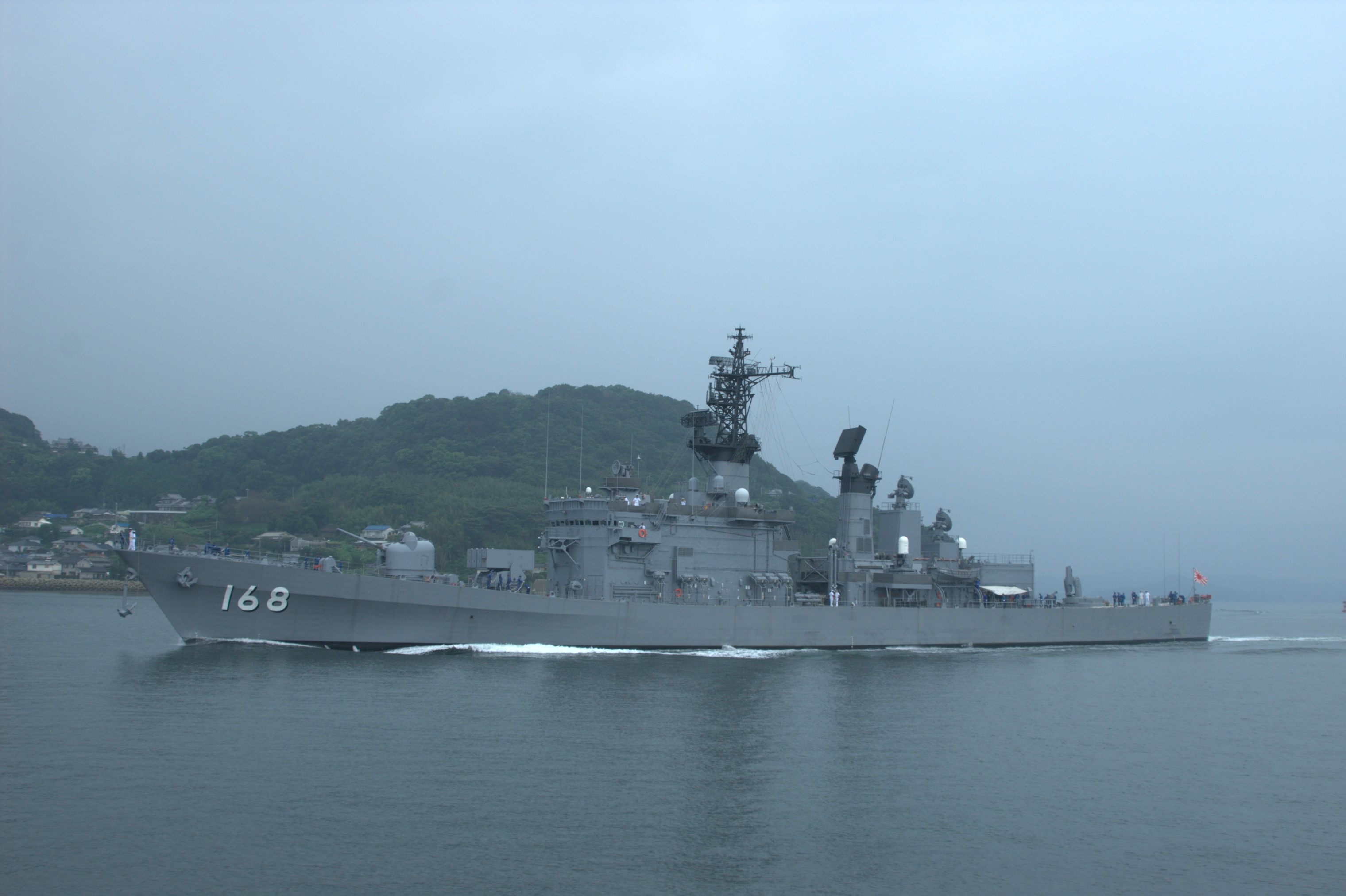
佐世保港入港中